# Josef Ochs
Franz Josef Ochs, född 31 mars 1905 i Schmitten im Taunus, död 12 november 1987, var en tysk promoverad jurist och SS-Obersturmführer. Han var under andra världskriget delaktig i deportationen av romer. Efter kriget verkade Ochs vid Bundeskriminalamt (BKA).

## Biografi
Ochs studerade rättsvetenskap och ekonomi vid universiteten i Frankfurt, München och Nürnberg. År 1933 avlade han juris doktorsexamen.
I oktober 1936 inledde Ochs sin karriär vid Kripo i Frankfurt am Main och utnämndes i juli 1938 till kriminalkommissarie. Samma månad befordrades han till Obersturmführer, den motsvarande graden i SS. Senare samma år gifte sig Ochs med en 13 år yngre apotekardotter. Paret fick två barn.
Från 1939 till 1941 var Ochs verksam vid avdelning V A 2b vid Reichskriminalpolizeiamt (RKPA). Som sakkunnig vid denna avdelning dokumenterade och registrerade Ochs asociala, prostituerade och romer som skulle sändas till koncentrationsläger.

### Majdeportationen
Den 21 september 1939 höll Reinhard Heydrich, chef för Reichssicherheitshauptamt, ett möte i Berlin med ämbetsmän från Sicherheitspolizei (Sipo) och Sicherheitsdienst (SD). Heydrich ämnade deportera 30 000 tyska och österrikiska romer till det erövrade Polen. Generalguvernören Hans Frank omintetgjorde denna plan, då han våren 1940 vägrade att ta emot stora mängder romer och judar i Generalguvernementet. I maj detta år ägde dock smärre deportationer till Generalguvernementet rum. SS transporterade omkring 2 500 romer från Hamburg och Bremen till distriktet Lublin i Generalguvernementet. Ochs företrädde RKPA i ett uppsamlingsläger i Köln, där han hade till uppgift att identifiera romer som skulle deporteras.

### Efter andra världskriget
Från krigsslutet 1945 fram till 1948 befann sig Ochs i brittisk krigsfångenskap och satt i Internierungslager Neuengamme. År 1947 ställdes han inför en brittisk militärdomstol, åtalad för delaktighet i mord på utländska arbetare, men han frikändes. Efter sin frigivning arbetade Ochs bland annat på en rörfirma. I september 1950 anställdes han vid Düsseldorfs kriminalpolis för att året därpå överflyttas till Bundeskriminalamt. Han var bland annat ställföreträdande chef för avdelningen för underrättelseinsamling. I april 1965 gick Ochs i pension och hade då avancerat till Oberregierungskriminalrat. Året dessförinnan hade Frankfurts statsåklagare inlett rättsliga undersökningar gällande Ochs förehavanden under andra världskriget. Ochs misstänktes ha medverkat i förintelse genom arbete, det vill säga att tvångsarbetare eller fångar avled av en kombination av mycket hårt fysiskt arbete, undernäring och bristfällig vård. Ochs förnekade all inblandning och hävdade att han under kriget inte hade känt till företeelsen ”Sonderbehandlung”. Den rättsliga undersökningen avbröts 1970.